# 肉叶忍冬
肉叶忍冬（学名：Lonicera carnosifolia）为忍冬科忍冬属的植物，为中国的特有植物。分布在中国大陆的四川等地，生长于海拔1,720米的地区，多生于阴湿岩石上，目前尚未由人工引种栽培。